# Kovács Endre (biokémikus)
Kovács Endre (Konkolyfalva, 1918. szeptember 12. – Marosvásárhely, 2015. február 21.) romániai magyar kémiai szakíró, biokémikus, egyetemi tanár.

## Életútja
Édesapja Kovács János körjegyző, édesanyja háztartásbeli. A kolozsvári református kollégiumban érettségizett (1936), az I. Ferdinánd Egyetem természettudományi karán diplomázott (1940), a Ferenc József Tudományegyetemen doktori oklevelet szerzett (1942). Itt a kolozsvári egyetemen kezdte tudományos pályáját a szerves kémia tanszéken, mint tanársegéd. 1949-től a marosvásárhelyi OGYI orvosi és biokémiai előadó tanára, utóbb professzora, tanszékvezetője (1968) nyugalomba vonulásáig (1983).
Vargha Lászlóval közös első szakcikkét a Berichte der deutschen Chemischen Gesellschaft közölte (1942). Dolgozatai hazai és külföldi biokémiai, fiziológiai, pszichiátriai, orvosi szakfolyóiratokban (köztük az Orvosi Szemle s a budapesti Ideggyógyászati Szemle, Kísérletes Orvostudomány) jelentek meg. Kutatási területe: a biológiai hatású anyagok szintézise és szerkezetvizsgálata, ideg-biokémia, az analitikai elektroforézis módszere és alkalmazása, mennyiségi vizsgálatok a vérsavó fehérjéin, anyagcsere-vizsgálatok kísérletes májbántalmakban.
A biokémiai tanszék munkaegyüttesével közösen készítette el a marosvásárhelyi OGYI román és magyar nyelvű általános és szerves kémiai, valamint biokémiai litografált jegyzeteit (1950-77). Dolgozatait idézi R. M. Schmidt Der Liquor Cerebrospinalis (Berlin, 1968) c. szakmunkájában.
2001. december 23-án ünnepségen köszöntötte Marosvásárhelyen a kilencven, illetve nyolcvan évet megért professzorait az MOGYE vezetősége. A szenátus az intézmény tiszteletbeli professzora oklevéllel és emlékplakettel tüntette ki a nagy öregeket, köztük a 83 éves nyugalmazott tanszékvezető professzort, Kovács Endrét.